# 俄土戰爭 (1676年—1681年)
第二次俄土戰爭是俄羅斯帝國與鄂圖曼帝國为争夺第聂伯河下游地区而於1676至1681年間爆发的战争。

## 前奏
波多利亚地区在1672年到1676年的波兰-鄂圖曼战争中惨遭蹂躏，鄂圖曼帝國占领该地区后，欲同其附庸彼得罗·多罗申科盖特曼一起进一步扩张到整个右岸乌克兰。多罗申科的亲土耳其政策在乌克兰哥萨克人中引发了不满，最终导致1674年左岸乌克兰的盖特曼伊万·萨摩伊洛维奇获选成为全乌克兰唯一的盖特曼。
尽管如此，多罗申科仍然踞有第聂伯河河畔重要的哥萨克人城镇奇吉林。他巧妙地在莫斯科与华沙之间周旋，并充分利用土耳其鞑靼军队的支持。最终到1676年，萨摩伊洛维奇和格里戈里·罗莫达诺夫斯基率领的俄乌联军围攻奇吉林，迫使多罗申科投降。其后俄乌联军留下一支守军，大部返回第聂伯河左岸。
鄂圖曼军队在摩尔达维亚和瓦拉几亚的后勤工作任务繁重，六万人和四万匹马每天需要五十万公斤口粮。鄂圖曼军队伙食比俄罗斯要好，但是高额的开销让双方国库都难以承受。双方采用固定价格征收、实物税和没收等方式搜集物资。

## 1677年战役
奥斯曼苏丹穆罕默德四世任命其俘虏的尤里·赫梅利尼茨基为右岸乌克兰盖特曼。1677年7月，苏丹下令易卜拉欣帕夏率军四万五千人开往奇吉林。7月30日，先遣队抵达城下，8月3日，主力抵达。萨摩伊洛维奇和罗莫达诺夫斯基的军队8月10日会合，到8月24日才渡过苏拉河。8月26日至27日爆发了一场小规模战斗，奥斯曼的前哨遭拔除，其余俄乌联军得以在炮兵掩护下渡河。谢普利夫将军率领土耳其人试图反扑，将对方渡河的先头部队打回去，但是没能成功。8月28日，俄乌联军的骑兵部队袭击了土耳其军营，造成了大量杀伤。第二天，易卜拉欣帕夏解除围城，拔寨撤退到因胡尔河之后。9月5日，萨摩伊洛维奇和罗莫达诺夫斯基进驻奇吉林。奥斯曼军队损失兵员两万人，易卜拉欣回到伊斯坦布尔后立即被囚禁起来，克里米亚格来王朝的塞利姆一世被褫夺汗位。

## 1678年战役
1678年7月，大维齐尔卡拉·穆斯塔法帕夏率约7万人的土耳其军队，会同不超过5万人的克里米亚军队，再次围攻奇吉林。俄乌联军约7-8万人，冲破了奥斯曼的掩护部队，与其展开战斗。随后他们在佳斯明河左岸站稳了脚跟，而奥斯曼联军的防御工事就在对岸。渡河作战遭遇失败，他们也难以打击土耳其军队。他们可以轻松进入奇吉林，但这座城已经被完备的攻城设施包围，在炮击中变得千疮百孔。8约11日，土耳其人攻进下城区时，罗莫达诺夫斯基下令舍弃城堡，撤到左岸。俄军撤到第聂伯河对岸，击退了追击的土军。最终土耳其占领了卡尼夫，确立了尤里·赫梅利尼茨基在右岸乌克兰的统治，但未继续向俄军驻扎的基辅进军。